# Johann Heinrich von Thünen
Johann Heinrich von Thünen (Canarienhausen, hoje Wangerland, Baixa Saxônia, 24 de junho de 1783 - Tellow, Mecklemburgo, 22 de setembro de 1850), foi um economista alemão, muito conhecido pela sua teoria da localização ou de ubicação, sobre a geografia rural-urbana.
Sua obra principal é Der Isolierte Staat in Beziehung auf Landwirtschaft und Nationalökonomie, publicada em 1826 e conhecida como A Teoria do "Estado Isolado". "Von Thünen se preocupou com o que determinava o preço e como se dispunha, no espaço, a produção agrícola. A teoria tinha como pressupostos: uniformidade das condições naturais, uma única cidade (mercado), mesma tecnologia e utilização de recursos (mesmos custos de produção), um só tipo de transporte e concorrência perfeita. Von Thünen concluiu que a renda econômica depende da distância do mercado, ou seja, as terras mais próximas do centro consumidor tem maior renda em relação àquela mais distante. A renda de localização, portanto, tem uma relação inversa com a distância.
Para ele, como os custos de transporte aumentavam com a distância, o afastamento do mercado determinava a seleção de culturas. Concluiu que os produtos se distribuíam, de maneira regular, em torno do mercado – forma conhecida como Anéis de von Thünen. Nesse contexto, os produtos perecíveis ou difíceis de serem transportados se localizavam próximos ao centro consumidor. Nos demais anéis, estariam o cultivo da madeira, importante como fonte de energia e calor, seguidas pelas culturas de cereais e a pecuária. Nas áreas mais distantes não teriam muitas culturas, pois, os custos de transporte seriam maiores. A abordagem de von Thünen inspirou vários teóricos do planejamento urbano. Os custos unitários de transporte e o preço do solo urbano são, até hoje, funções decrescentes da distância ao centro."
Segundo Von Thünen, em um espaço fisicamente uniforme, a renda agrária é definida a partir de uma equação de primeiro grau do tipo:
R = -t.d+(p-a)